# Campeonato Europeu de Ginástica Artística de 2000 - Resultados masculinos
Os resultados masculinos do Campeonato Europeu de Ginástica Artística de 2000 contaram com todas as provas.

## Resultados

### Individual geral
Finais
| Posição           | Ginasta                  | Total  |
| ----------------- | ------------------------ | ------ |
| Medalha de ouro   | UKR Alexander Beresch    | 57,787 |
| Medalha de prata  | BLR Ivan Ivankov         | 57,587 |
| Medalha de bronze | ROM Marian Dragulescu    | 57,448 |
| 4                 | RUS Alexei Bondarenko    | 57,086 |
| 5                 | RUS Alexei Nemov         | 56,923 |
| 6                 | LAT Igors Vikhrovs       | 56,348 |
| 7                 | BUL Jordan Jovtchev      | 56,234 |
| 8                 | UKR Alexander Svetlichny | 56,286 |
| 9                 | GEO Ilia Giorgadze       | 56,199 |
| 10                | ESP Victor Cano          | 55,636 |
| 11                | GER Sergei Pfeifer       | 55,436 |
| 12                | ISL Runar Alexandersson  | 55,436 |
| 13                | ISR Pavel Gofman         | 55,285 |
| 14                | NOR Flemming Solberg     | 55,112 |
| 15                | FRA Yann Cucherat        | 55,086 |
| 16                | GBR Craig Heap           | 54,849 |
| 17                | CRO Timur Kuzmin         | 54,824 |
| 18                | AUT Thomas Zimmermann    | 53,461 |
| 19                | FIN Jan Tanskanen        | 53,361 |
| 20                | LAT Erik Revelinsh       | 52,599 |
| 21                | GRC Georgios Elissiadis  | 52,261 |
| 22                | CZE Jiri Firt            | 52,087 |
| 23                | SWE Anders Pettersson    | 51,549 |
| 24                | SVK Stanislav Micheller  | 50,799 |

| Pos.              | Ginasta                   | Pts   |
| ----------------- | ------------------------- | ----- |
| Medalha de ouro   | ROM Marian Dragulescu     | 9,687 |
| Medalha de prata  | ESP Gervasio Deferr       | 9,675 |
| Medalha de bronze | RUS Alexei Bondarenko     | 9,587 |
| Medalha de bronze | LAT Igor Vichrov          | 9,587 |
| 5                 | DEN Kasper Fardan         | 9,487 |
| 6                 | UKR Alexander Beresch     | 9,387 |
| 7                 | UKR Alexander Pereschkura | 9,362 |
| 8                 | RUS Alexei Nemov          | 8,887 |

| Pos.              | Ginasta                 | Pts   |
| ----------------- | ----------------------- | ----- |
| Medalha de ouro   | ROM Marius Urzica       | 9,762 |
| Medalha de prata  | FRA Eric Pouchade       | 9,750 |
| Medalha de bronze | UKR Alexander Beresch   | 9,662 |
| 4                 | ROM Dorin Petcu         | 9,625 |
| 5                 | ISL Runar Alexandersson | 9,612 |
| 6                 | RUS Alexei Nemov        | 9,675 |
| 7                 | RUS Alexei Bondarenko   | 9,475 |
| 8                 | BLR Ivan Ivankov        | 9,287 |

| Pos.              | Ginasta                  | Pts   |
| ----------------- | ------------------------ | ----- |
| Medalha de ouro   | GRC Dimosthenis Tampakos | 9,737 |
| Medalha de prata  | HUN Szilveszter Csollany | 9,675 |
| Medalha de bronze | BLR Ivan Ivankov         | 9,650 |
| 4                 | BUL Jordan Jovtchev      | 9,625 |
| 5                 | GER Marius Toba          | 9,525 |
| 6                 | ESP Omar Cortes          | 9,337 |
| 7                 | CYP Andreas Kousios      | 9,162 |
| 8                 | GEO Georgius Tvauri      | 9,062 |

| Pos.              | Ginasta                   | Pts   |
| ----------------- | ------------------------- | ----- |
| Medalha de ouro   | ROM Ioan Suciu            | 9,631 |
| Medalha de prata  | FRA Dmitri Karbonenko     | 9,625 |
| Medalha de bronze | UKR Alexander Svetlitchni | 9,606 |
| 4                 | ESP Gervasio Deferr       | 9,537 |
| 5                 | CHE Dieter Rehm           | 9,459 |
| 6                 | ROM Marian Dragulescu     | 9,381 |
| 7                 | GER Rene Tschernitschek   | 9,343 |
| 8                 | GBR Kanukai Jackson       | 9,174 |

| Pos.              | Ginasta                   | Pts   |
| ----------------- | ------------------------- | ----- |
| Medalha de ouro   | SLO Mitja Petkovšek       | 9,800 |
| Medalha de prata  | BLR Ivan Ivankov          | 9,775 |
| Medalha de bronze | RUS Alexei Bondarenko     | 9,725 |
| 4                 | UKR Alexander Beresch     | 9,700 |
| 5                 | FRA Dmitri Karbonenko     | 9,637 |
| 6                 | UKR Alexander Svetlitchni | 9,662 |
| 7                 | GER Sergej Pfeifer        | 9,600 |
| 8                 | ROM Marius Urzica         | 9,200 |

| Pos.              | Ginasta               | Pts   |
| ----------------- | --------------------- | ----- |
| Medalha de ouro   | UKR Alexander Beresch | 9,737 |
| Medalha de prata  | BLR Ivan Ivankov      | 9,725 |
| Medalha de bronze | SLO Aljaž Pegan       | 9,687 |
| 4                 | FRA Yann Cucherat     | 9,637 |
| 5                 | GER Dmitri Nonin      | 9,600 |
| 6                 | CHE Dieter Rehm       | 9,437 |
| 7                 | HUN Zoltan Supola     | 9,550 |
| 8                 | GEO Ilia Giorgadze    | 7,762 |

### Equipes
Finais
| Posição           | País         | Total   |
| ----------------- | ------------ | ------- |
| Medalha de ouro   | Rússia       | 171,071 |
| Medalha de prata  | Roménia      | 170,844 |
| Medalha de bronze | Ucrânia      | 170,608 |
| 4                 | França       | 167,883 |
| 5                 | Alemanha     | 167,832 |
| 6                 | Bulgária     | 167,358 |
| 7                 | Espanha      | 167,332 |
| 8                 | Bielorrússia | 167,872 |